# 兰赫拉夫

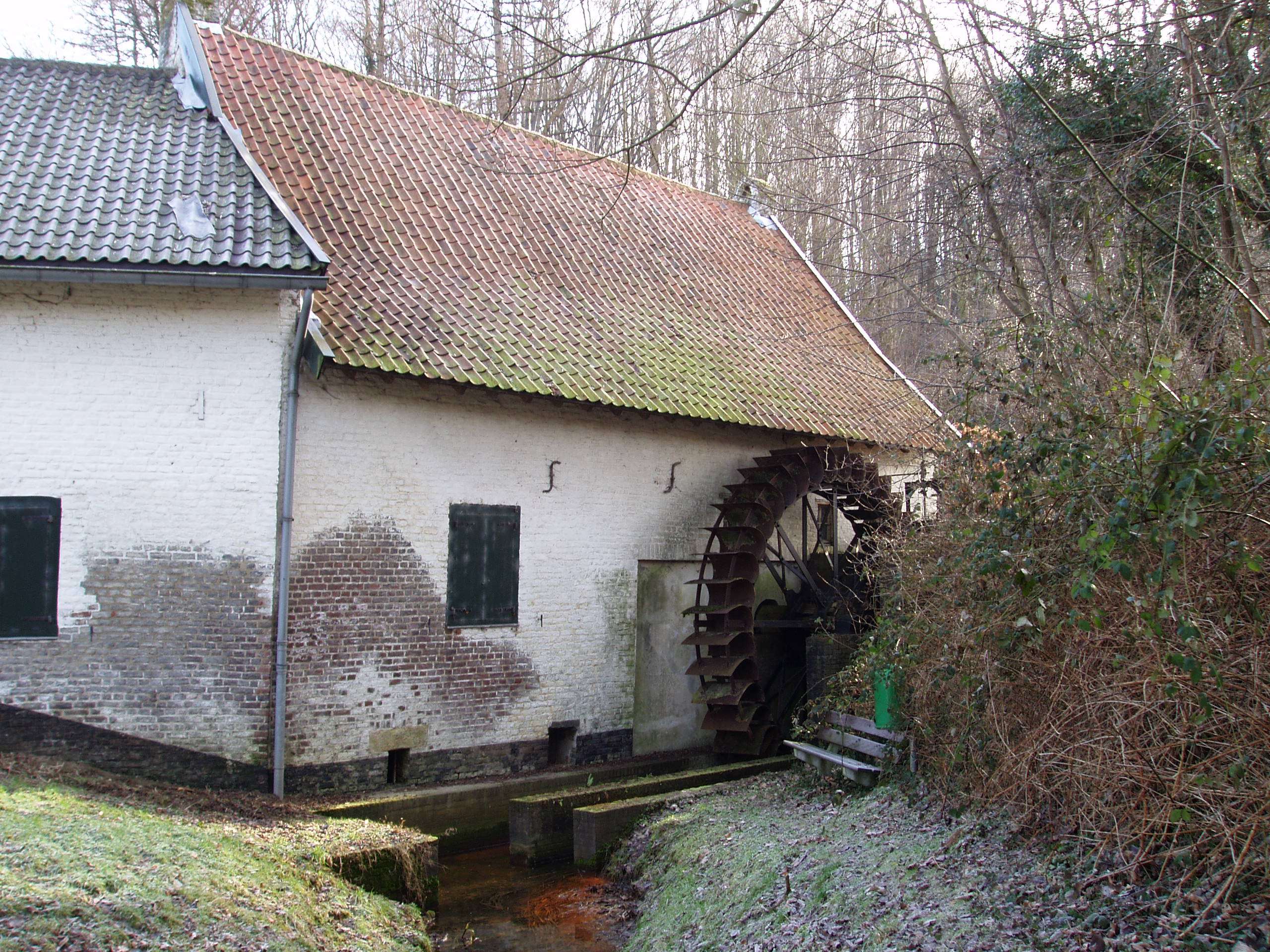

兰赫拉夫（荷蘭語：Landgraaf）是荷蘭的市镇，位於該國東南部，由林堡省負責管轄，距離德國城市阿亨約20公里，面積24.69平方公里，2007年人口38,917，人口密度為每平方公里1,582人。

## 外部連結
- Official Website （页面存档备份，存于）

50°54′29″N 6°01′48″E / 50.908°N 6.03°E